# Kevin Reynolds (sportiv)
Kevin Reynolds (n. 23 iulie 1990, North Vancouver⁠(d), British Columbia, Canada) este un patinator artistic ce a reprezentat Canada, medaliat olimpic. A participat la o ediție a Jocurilor Olimpice (2014) în care a câștigat o medalie de argint.